# براشویتس
براشویتس (به آلمانی: Braschwitz) یک منطقهٔ مسکونی در آلمان است که در لندزبرگ، زاکسن-آنهالت واقع شده‌است. براشویتس ۱٬۲۶۴ نفر جمعیت دارد.